# Canal de Brienne
El canal de Brienne es una vía artificial de agua que comunica los cauces del Garona con el Canal del Mediodía, en Francia.

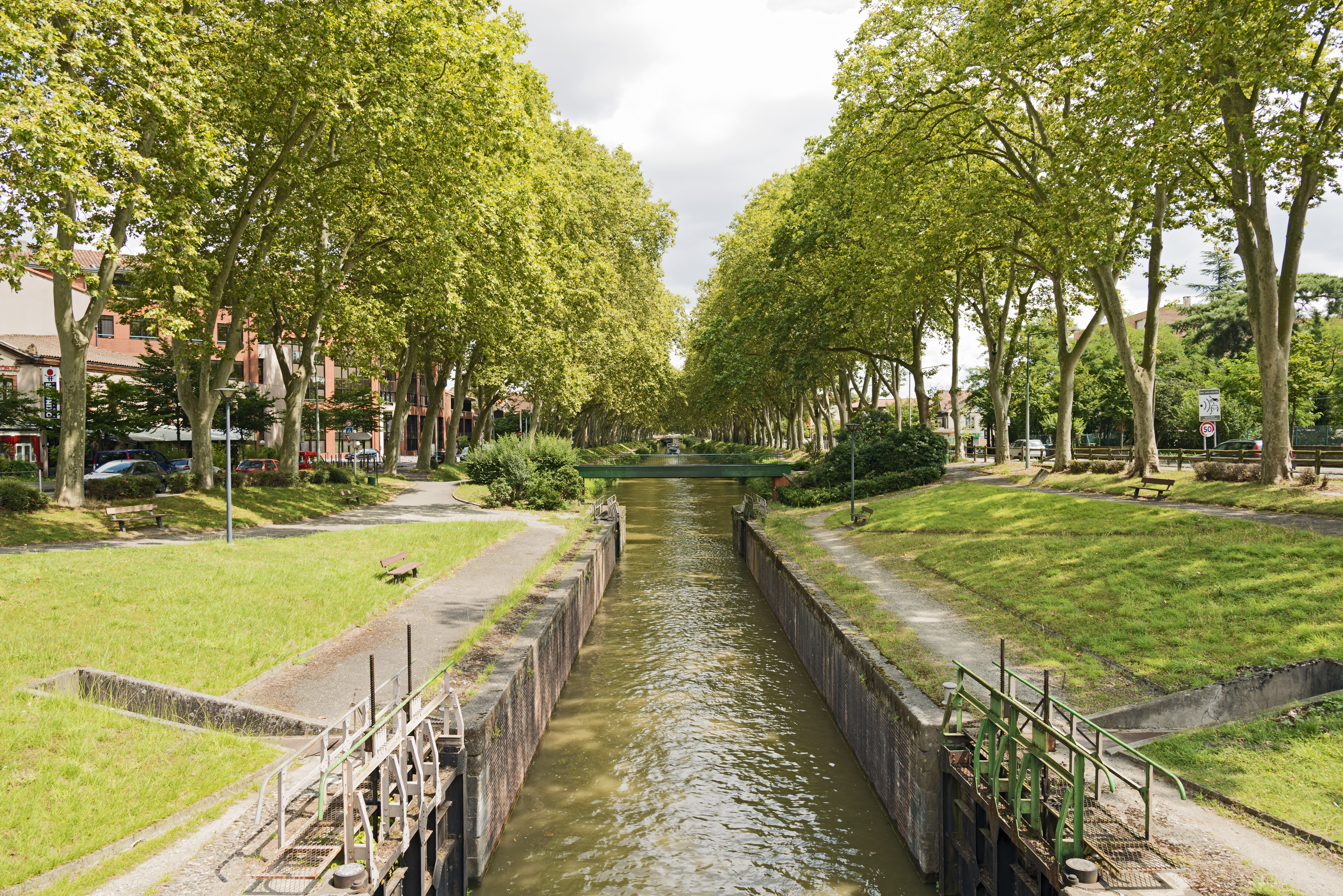
Canal de Brienne.

## Geografía
Situado en la región de Mediodía-Pirineos, se extiende a lo largo de 1,6 km por el corazón de Toulouse, desde aguas arriba del Bazacle (paso del Garona) hasta su descarga en el Port de l'Embouchure, punto de encuentro con el Canal del Mediodía señalado por los "Puentes Gemelos".

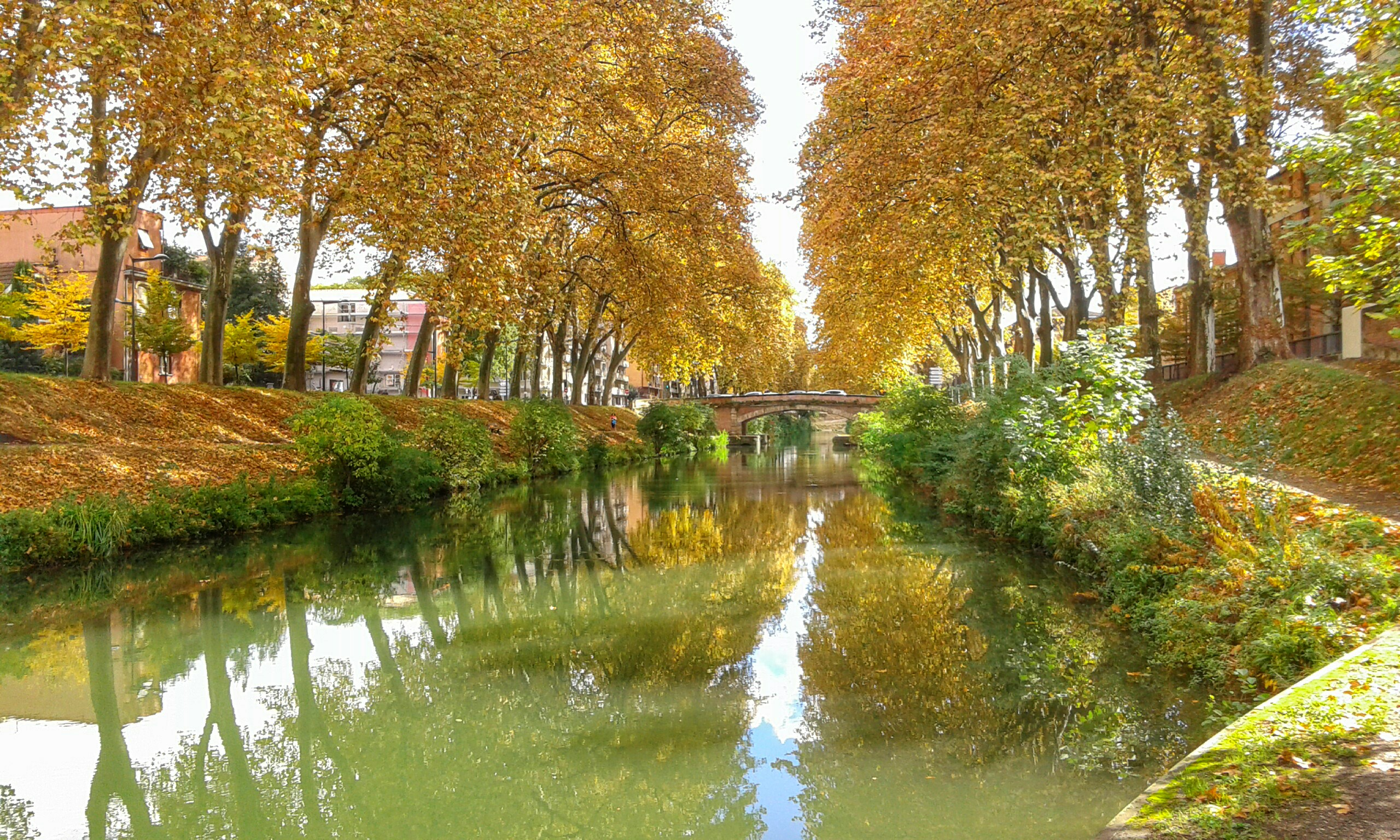
Canal de Brienne en otoño

## Historia
Inaugurado el 14 de abril de 1776, el Canal de Brienne está destinado a alimentar de agua del Garona el Canal lateral del Garonna y a la comunicación por aguas navegables con el Puerto de la Dorada, situado en el centro de Toulouse.
Debe su nombre a Massi (1727-1794), arzobispo de Toulouse.